# كارين كوكبورن
كارين كوكبورن (بالإنجليزية: Karen Cockburn) (و. 1980  م) هي كاتبة سير ذاتية كندية، ولدت في تورونتو، شاركت في الألعاب الأولمبية الصيفية 2008، وجمباز في الألعاب الأولمبية الصيفية 2000 – ترامبولين سيدات ‏، وجمباز في الألعاب الأولمبية الصيفية 2004 – ترامبولين سيدات ‏، والألعاب الأولمبية الصيفية 2000، والألعاب الأولمبية الصيفية 2012، والألعاب الأولمبية الصيفية 2004، وجمباز في الألعاب الأولمبية الصيفية 2008 – ترامبولين سيدات ‏.

## روابط خارجية
- كارين كوكبورن على موقع الاتحاد الدولي للجمباز (licence) (الإنجليزية)
- كارين كوكبورن على موقع الاتحاد الدولي للجمباز (biography) (الإنجليزية)
- كارين كوكبورن على موقع اللجنة الأولمبية الدولية (الإنجليزية)
- كارين كوكبورن على موقع أوليمبيديا (الإنجليزية)
- كارين كوكبورن على موقع اللجنة الأولمبية الكندية (الإنجليزية)